# Léon Ashkénasi
Léon Yehouda Ashkénasi (* 21. Juni 1922 in Oran; † 21. Oktober 1996 in Jerusalem), in Frankreich unter dem Spitznamen Manitou bekannt, war ein französischer Rabbiner. Er war eine der zentralen Persönlichkeiten des französischen Judentums nach dem Ende des Zweiten Weltkriegs. Ashkénasi hat in Frankreich die jüdische Philosophie wiederbelebt und gemeinsam mit Persönlichkeiten wie André Neher und Emmanuel Levinas zu neuer Blüte geführt.

## Biografie

### Kindheit und Jugend in Algerien
Léon Ashkénasi war eines von acht Kindern der Familie des letzten Stadtrabbiners von Oran. Seine Mutter entstammte einer angesehenen Familienreihe von sephardischen Rabbinern. Sein Vater war David Ashkénasi, der sephardische Oberrabbiner Algeriens. Seine Kindheit unter dem Einfluss mehrerer Kulturen beschreibt er als glücklich. Er sieht sich als „algerischer Franzose jüdischer Religion“ („Français d’Algérie de religion juive“), „hebräisch betend, arabisch singend, französisch sprechend“. Seine Schulausbildung absolvierte er an der französischen Schule. Die Familie lebte in einem jüdischen Stadtteil, der im Gegensatz zu den Judenvierteln in Marokko oder Tunesien jedoch nach außen offen war. Der Antisemitismus hatte unter diesen Bedingungen keine Macht, die für die Familie Anlass zur Besorgnis gegeben hätte.
Der Krieg erschütterte diese scheinbar natürliche Ordnung der Dinge. Das Vichy-Regime erließ Ausnahmegesetze gegen die Juden, die auch in Algerien galten. Aus algerischen Franzosen jüdischer Religion wurden nun einheimische algerische Juden. Diese Gesetze blieben selbst nach dem Einmarsch der Alliierten in Algerien im Jahre 1942 in Kraft, weil sich die Alliierten zunächst auf die örtlichen Führungskader des Vichy-Regimes stützten. Die Mitglieder der Familie des Rabbiners, darunter Léon, fanden sich an prominenter Stelle auf einer von Vertretern der örtlichen Verwaltung erstellten Liste möglicher Geiseln wieder. Erst mit dem Erscheinen von Charles de Gaulle in Algerien wurden 1943 die Juden wieder in ihre früheren Bürgerrechte zurück versetzt.
1940 trat Léon Ashkénasi der EEIF (Éclaireuses éclaireurs israélites de France – israelitische Kundschafterinnen und Kundschafter in Frankreich) bei, einer Bewegung, die sich im gleichen Jahr der Résistance anschloss. 1943 trat er als Militärgeistlicher in die Fremdenlegion ein. Mit den afrikanisch-französischen Truppen nahm er ab 1944 an den Befreiungskämpfen in Frankreich teil und wurde 1945, wenige Wochen vor dem Sieg über Deutschland, verwundet.
In jener Zeit sah er sich zum ersten Mal konfrontiert mit offener Ablehnung aus politisch begründetem Antisemitismus seiner französischen Landsleute. Er begann, sich der Besonderheit des Judentums, mit der Möglichkeit eines Lebens in der Diaspora und mit dem Zionismus zu beschäftigen, setzte seine Ideen jedoch zunächst noch nicht in die Tat um.

### Nachkriegsjahre in Frankreich
Einem Aufruf von Robert Gamzon, genannt Castor, folgend, gründete Léon Ashkénasi gemeinsam mit ihm und einigen anderen Anführern der EEIF in Orsay eine Schule. Diese nannten sie école des cadres Gilbert Bloch (Kaderschule Gilbert Bloch), nach einem 1944 gefallenen jüdischen Résistance-Kämpfer. Ziele dieser Schule waren die Neubegründung des jüdischen Lebens in Frankreich sowie die Ausbildung von Führungskräften für die öffentliche Verwaltung. Eine große Zahl integrer Führungskräfte war während der deutschen Besatzung ermordet worden. Die Schule wollte dazu beitragen, diesen Verlust wettzumachen.
Er lernte dort seine spätere Frau Esther, genannt Bambi, kennen, eine Überlebende der Shoah. Er orientierte sich an den Lehren von Jacob Gordin, einem russisch-jüdischen Philosophen im Exil, und ließ sich von ihm in die tradierten Lehren der Aschkenasim einweisen. Von letzterem erhielt er seinen Spitznamen Manitou. Obwohl Jacob Gordin bereits 1947 starb, hatte er einen starken Einfluss darauf, dass Léon Ashkénasi an der École Gilbert Bloch blieb und lehrte.
Als Robert Gamzon 1949 nach Israel auswanderte, wurde Léon Ashkénasi Leiter der Schule. Er wurde Präsident der UEJF, Union des étudiants juifs de France (Vereinigung jüdischer Studenten in Frankreich). Von 1954 bis 1955 war er Generalkommissar des EEIF. Er schloss seine Studien der Philosophie am Musée de l’Homme mit einem Diplom ab.
Er profilierte sich als Protagonist eines wiederbelebten, spezifisch jüdischen religiös-kulturellen Lebens. Den Versuch der Assimilation sah er als gescheitert an, wandte sich gegen ein liberales Judentum, „verwässert von zwei Jahrhunderten Haskalah“ („affadi par deux siècles de Haskalah“), gegen das Reform-Judentum des Consistoire central israélite, und gegen den Rationalismus an den Universitäten, „der zwischen Gelehrtheit und Weisheit nicht unterscheidet und an die Dinge, von denen er spricht, nicht mehr glauben kann“ („qui confondant érudition et sagesse, ne sait plus croire aux choses dont il parle“). Gleichzeitig kritisierte er jedoch auch die Erstarrung im orthodoxen Judentum. Er engagierte sich im jüdisch-christlichen Dialog, lehnte jedoch die Idee einer Vermischung der beiden Glaubensrichtungen, einen judéo-christianisme, ab. Stattdessen betonte er, dass das Judentum stolz auf seine Traditionen und Ursprünge sein kann und sich nicht vor anderen Weltanschauungen rechtfertigen muss.
Er betrachtete sich als „Rabbiner, der an den Hochschulen lehrt“ („rabbin qui enseigne aux universitaires“). 1957 präsentierte er der Weltvereinigung jüdischer Studenten eine Arbeit mit dem Titel l'héritage du judaïsme et l'université (Das Erbe des Judentums und die Universität). Darin kritisierte er sowohl die Universitäten als ungeeignet, eine sowohl moderne und als auch ihrer Traditionen bewusste jüdische Lehre zu vermitteln. In den folgenden Jahren veranstaltete er eine Reihe von Konferenzen in der gesamten Französisch sprechenden Welt, um dem abzuhelfen. Er gründete eine Reihe von Studienzentren, unter ihnen das Centre universitaire d’études juives (Universitäres Zentrum für jüdische Studien).

### Leben in Israel
1968, kurz nach dem Sechstagekrieg, machte er Alija nach Israel. Dort widmete er sich dem Studium der Lehren der Rabbiner Zwi Jehuda Kook und Yehuda Ashlag. Er gründete die jüdischen Studienzentren Mayanot und Yaïr, die hauptsächlich von Französisch sprechenden Juden in Israel besucht wurden.
Er arbeitete in zahlreichen Regierungsgremien und anderen Vereinigungen, die sich der Ausbildung und den Beziehungen zu den außerhalb Israels lebenden Juden widmeten. Er wirkte bei der Annäherung zwischen Israel und Kamerun mit und widmete sich in der Folge den Beziehungen mit weiteren afrikanischen Staaten.

## Werk und Veröffentlichungen
In der Französisch sprechenden Welt ist Léon Ashkénasi über seinen Tod hinaus als jüdischer Philosoph eine prominente Persönlichkeit, während er außerhalb dieser Sphäre kaum bekannt ist. Er ist vor allen Dingen als Redner hervorgetreten, es wurden jedoch auch einige Bücher mit Texten von ihm veröffentlicht:
- Marcel Goldman (Herausgeber): La parole et l'écrit, (Die Rede und die Schrift) Sammlung von Artikeln von Léon Ashkénasi, Édition Albin Michel
  - Band 1: Penser la tradition juive aujourd’hui (Die jüdische Tradition in der heutigen Zeit denken.), ISBN 2-226-10844-0
  - Band 2: Penser la vie juive aujourd’hui (Das jüdische Leben in der heutigen Zeit denken.), ISBN 2-226-15433-7
- Michel Koginsky (Herausgeber): Un Hébreu d’origine juive. Hommage au rav Yéhouda Léon Askénazi, Manitou (Ein Hebräer jüdischen Ursprungs. Hommage an den Rabbi Yéhouda Léon Askénazi, Manitou), Textsammlung, Éditions Omaya, 1998
- Ki Mitsion, Jerusalem, Fondation Manitou, 1997
  - Band 1 – Notes sur la Paracha
  - Band 2 – Moadim